# Bolanthus creutzburgii
Bolanthus creutzburgii là loài thực vật có hoa thuộc họ Cẩm chướng. Loài này được Greuter mô tả khoa học đầu tiên năm 1965.